# Чизарира
Национальный парк Чизарира (англ. Chizarira National Park) — национальный парк, расположенный в северной части Зимбабве. Площадь — 2000 квадратных километров (490 000 акров); это третий по величине национальный парк в Зимбабве, а также один из наименее известных из-за своего изолированного расположения на уступе Замбези. Парк имеет хорошие популяции диких животных и величественные пейзажи. Его название происходит от слова «chijalila» на языке батонга, которое переводится как «большой барьер»: имеется в виду уступ Замбези, частью которого является пересеченная местность Чизарира.

## История
Чизарира была объявлена неохотничьим заповедником в 1938 году и заповедником в 1963 году; ей был присвоен статус национального парка в соответствии с Законом о парках и дикой природе (1975). Штаб-квартира парка находится в Манзитубе.
Из-за этой удаленности и небольшого количества посетителей в последние годы[когда?] в Чизарире возрос риск нападения браконьеров. Отсутствие в парке домиков и операторов сафари привело к тому, что браконьеры получили полную свободу действий, и в результате парк пострадал, особенно во время экономического кризиса, охватившего Зимбабве в начале 2000-х годов

## Физическая география

### Рельеф
Уступ круто обрывается примерно на 600 метров (2000 футов) к долине реки Замбези и открывает великолепные виды на озеро Кариба, в 40 километрах (25 миль) к северу. Реки, такие как Мчени и Лвизикулулу, прорезали почти отвесные ущелья в уступе. На северо-восточной оконечности парка находится Тундази, гора, на которой, согласно местной легенде, обитает огромный змей, речной бог Ньяминьями. Южная граница обозначена рекой Буси, которая окружена поймами, поддерживающими леса зимнего колючего кустарника Faidherbia albida.
Чизарира — третий по величине национальный парк Зимбабве с огромной популяцией четырёх из Большой пятерки животных, за исключением носорогов. Местность отлично подходит для леопарда, и здесь есть большое разнообразие травоядных. Рельеф в парке скалистый, перемежаемый неровными горами, интенсивно изрезанный ущельями и оврагами.

### Флора
В недоступных долинах, окаймлённых открытой равниной, произрастает обильная растительность, питаемая природными источниками. Это сделало парк популярным местом для наслаждения природой. Северная часть парка расположена в экорегионе лесов южной миомбо, а южная часть — в экорегионе лесов Замбезии и мопане.

### Фауна
В национальном парке Чизарира обитает большинство равнинных диких животных, а также мегафауна, такая как африканский слон, лев, леопард и африканский буйвол. Также есть много видов более мелких диких животных, включая антилопу-прыгуна, известную своей способностью процветать на почти вертикальных скалистых выступах. В Чизарире обитает большое разнообразие птиц, и сотни видов были замечены в парке. Среди зарегистрированных популярных птиц: африканский ширококлюв, мухоловка Ливингстона, западный никатор, африканская изумрудная кукушка и редкая и неуловимая африканская питта. Чизарира также является домом для сокола Таита, который гнездится в парке.

## Туризм
Главная достопримечательность парка — его дикая природа. Пешие сафари — основной вид туризма.